# Lijst van nummer 1-hits in Duitsland in 1980
Deze hits stonden in 1980 op nummer 1 in de Musikmarkt Top 75, de bekendste hitlijst in Duitsland.
| Datum        | Artiest                                       | Titel                               |
| ------------ | --------------------------------------------- | ----------------------------------- |
| 4 januari    | Thom Pace                                     | Maybe                               |
| 11 januari   | Thom Pace                                     | Maybe                               |
| 18 januari   | Goombay Dance Band                            | Sun of Jamaica                      |
| 25 januari   | Goombay Dance Band                            | Sun of Jamaica                      |
| 1 februari   | Pink Floyd                                    | Another brick in the wall (Part II) |
| 8 februari   | Pink Floyd                                    | Another brick in the wall (Part II) |
| 15 februari  | Pink Floyd                                    | Another brick in the wall (Part II) |
| 22 februari  | Goombay Dance Band                            | Sun of Jamaica                      |
| 29 februari  | Pink Floyd                                    | Another brick in the wall (Part II) |
| 7 maart      | Goombay Dance Band                            | Sun of Jamaica                      |
| 14 maart     | Goombay Dance Band                            | Sun of Jamaica                      |
| 21 maart     | Goombay Dance Band                            | Sun of Jamaica                      |
| 28 maart     | Goombay Dance Band                            | Sun of Jamaica                      |
| 4 april      | Goombay Dance Band                            | Sun of Jamaica                      |
| 11 april     | Peter Kent                                    | It’s a real good feeling            |
| 18 april     | Goombay Dance Band                            | Sun of Jamaica                      |
| 25 april     | Earth & Fire                                  | Weekend                             |
| 2 mei        | Earth & Fire                                  | Weekend                             |
| 9 mei        | Earth & Fire                                  | Weekend                             |
| 16 mei       | Earth & Fire                                  | Weekend                             |
| 23 mei       | Mike Krüger                                   | Der nippel                          |
| 30 mei       | Mike Krüger                                   | Der nippel                          |
| 6 juni       | Mike Krüger                                   | Der nippel                          |
| 13 juni      | Mike Krüger                                   | Der nippel                          |
| 20 juni      | Mike Krüger                                   | Der nippel                          |
| 27 juni      | Lipps Inc.                                    | Funkytown                           |
| 4 juli       | Lipps Inc.                                    | Funkytown                           |
| 11 juli      | Lipps Inc.                                    | Funkytown                           |
| 18 juli      | Lipps Inc.                                    | Funkytown                           |
| 25 juli      | Lipps Inc.                                    | Funkytown                           |
| 1 augustus   | Lipps Inc.                                    | Funkytown                           |
| 8 augustus   | Lipps Inc.                                    | Funkytown                           |
| 15 augustus  | Lipps Inc.                                    | Funkytown                           |
| 22 augustus  | Lipps Inc.                                    | Funkytown                           |
| 29 augustus  | Lipps Inc.                                    | Funkytown                           |
| 5 september  | Olivia Newton-John & Electric Light Orchestra | Xanadu                              |
| 12 september | Olivia Newton-John & Electric Light Orchestra | Xanadu                              |
| 19 september | Oliver Onions                                 | Santa Maria                         |
| 26 september | Oliver Onions                                 | Santa Maria                         |
| 3 oktober    | Oliver Onions                                 | Santa Maria                         |
| 10 oktober   | Oliver Onions                                 | Santa Maria                         |
| 17 oktober   | Oliver Onions                                 | Santa Maria                         |
| 24 oktober   | Oliver Onions                                 | Santa Maria                         |
| 31 oktober   | Roland Kaiser                                 | Santa Maria                         |
| 7 november   | Roland Kaiser                                 | Santa Maria                         |
| 14 november  | Roland Kaiser                                 | Santa Maria                         |
| 21 november  | Roland Kaiser                                 | Santa Maria                         |
| 28 november  | Roland Kaiser                                 | Santa Maria                         |
| 5 december   | Barbra Streisand                              | Woman in love                       |
| 12 december  | Barbra Streisand                              | Woman in love                       |
| 19 december  | ABBA                                          | Super trouper                       |
| 26 december  | ABBA                                          | Super trouper                       |